# Piši mi
Piši mi četvrti je studijski album hrvatskog pop sastava Magazina, koji je izašao 1985. godine. Objavila ga je diskografska kuća Jugoton. Objavljen je na LP-u i kazeti.
Album je postigao dijamantnu nakladu.
Stihove su pisali Vjekoslava Tolić, Dragutin Britvić i Nenad Ninčević, glazbu Tonći Huljić i Zdenko Runjić. Mato Došen aranžirao je i producirao album.

## Popis pjesama
Podatci prema:
Prvih pet pjesama je na A strani, a drugih pet na B strani.
| Br. | Skladba            | Trajanje |
| --- | ------------------ | -------- |
| 1.  | »Tamara«           |          |
| 2.  | »Oko moje sanjivo« |          |
| 3.  | »Dvije suze«       |          |
| 4.  | »Istambul«         |          |
| 5.  | »Milane«           |          |
| 6.  | »Piši mi«          |          |
| 7.  | »Sve je plavo«     |          |
| 8.  | »Vrati mi sve«     |          |
| 9.  | »Spomenar«         |          |
| 10. | »Šapni mi«         |          |